# Nederländerna i olympiska vinterspelen 2002
Nederländerna deltog i olympiska vinterspelen 2002.
Samtliga medaljer togs i Skridsko.

## Medaljer

### Guld
- Skridsko
  - Herrar 10000 m: Jochem Uytdehaage
  - Herrar 1000 m: Gerard van Velde
  - Herrar 5000 m: Jochem Uytdehaage

### Silver
- Skridsko
  - Herrar 10000 m: Gianni Romme
  - Herrar 1000 m: Jan Bos
  - Herrar 1500 m: Jochem Uytdehaage
  - Damer 3000 m: Renate Groenewold
  - Damer 5000 m: Gretha Smit